# Rallye Katalonien 2006

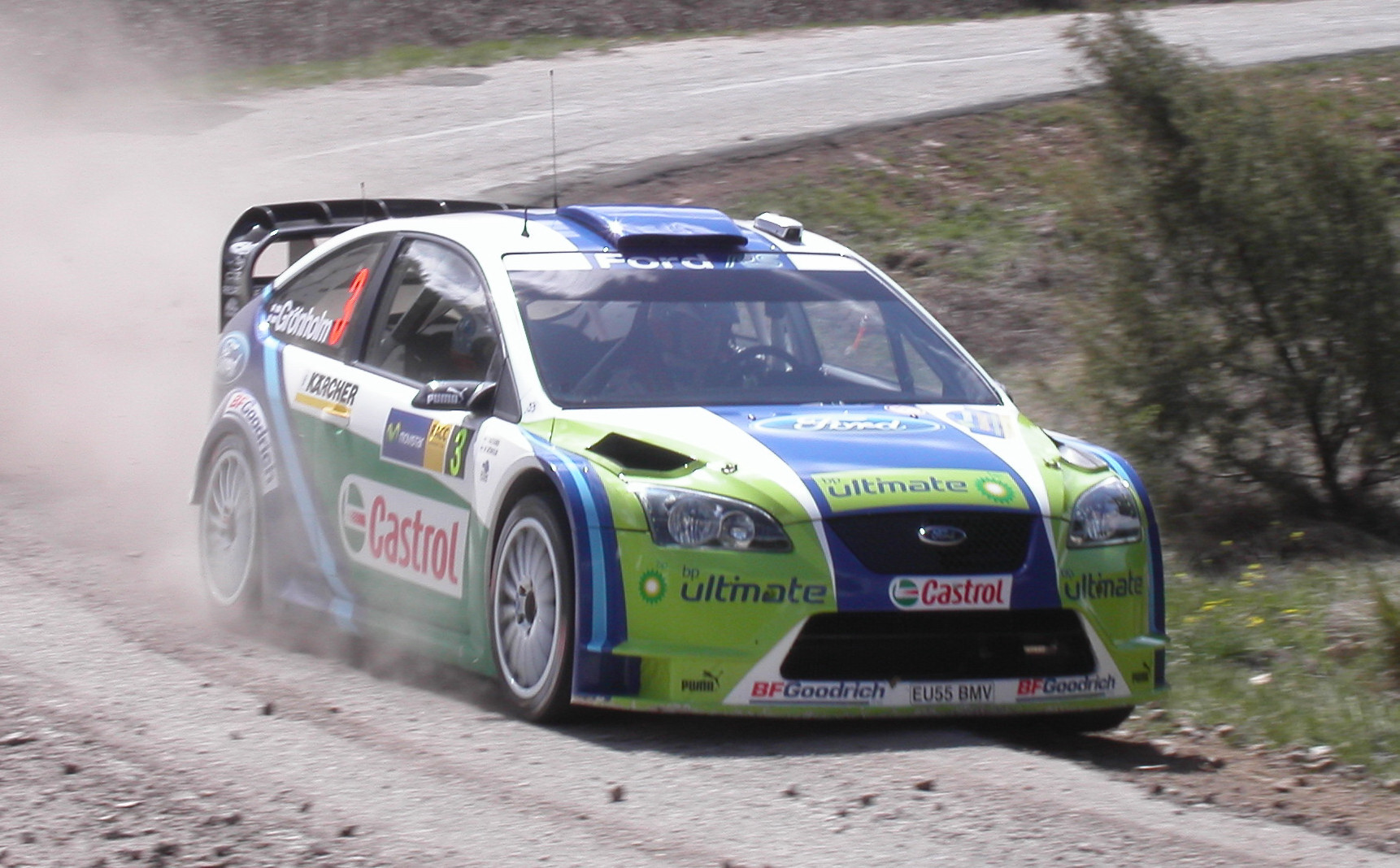
Marcus Grönholm und Timo Rautiainen bei der Rallye Katalonien 2006

Die 42. Rallye Katalonien war der 4. Lauf zur FIA-Rallye-Weltmeisterschaft 2006. Sie dauerte vom 24. bis zum 26. März 2006 und es waren insgesamt 16 Wertungsprüfungen (WP) zu fahren.

## Klassifikationen

### Endergebnis
| WRC     |                   |                          |                        |           |                |    |
| 01      | Sébastien Loeb    | Daniel Elena             | Citroën Xsara WRC      | 3:22:01.7 | 00:00.0 0:00.0 | 10 |
| 02      | Dani Sordo        | Marc Martí               | Citroën Xsara WRC      | 3:22:49.9 | 00:48.2 0:48.2 | 8  |
| 03      | Marcus Grönholm   | Timo Rautiainen          | Ford Focus RS WRC      | 3:23:47.5 | 01:45.8 0:57.6 | 6  |
| 04      | Alexandre Bengué  | Caroline Escudero-Bengué | Peugeot 307 WRC        | 3:24:03.6 | 02:01.9 0:16.1 | 5  |
| 05      | Jan Kopecký       | Filip Schovanek          | Škoda Fabia WRC        | 3:24:58.9 | 02:57.2 0:55.3 | 4  |
| 06      | François Duval    | Patrick Pivato           | Škoda Fabia WRC        | 3:25:39.5 | 03:37.8 0:40.6 | 3  |
| 07      | Petter Solberg    | Phil Mills               | Subaru Impreza S12 WRC | 3:25:49.9 | 03:48.2 0:10.4 | 2  |
| 08      | Stéphane Sarrazin | Stéphane Prévot          | Subaru Impreza S12 WRC | 3:26:38.1 | 04:36.4 0:48.2 | 1  |
| 09      | Mikko Hirvonen    | Jarmo Lehtinen           | Ford Focus RS WRC      | 3:27:03.3 | 05:01.6 0:48.2 | 0  |
| 10      | Gilles Panizzi    | Hervé Panizzi            | Škoda Fabia WRC        | 3:27:06.1 | 05:04.4 0:02.8 | 0  |
| JWRC    |                   |                          |                        |           |                |    |
| 01 (17) | Martin Prokop     | Jan Tomanek              | Citroën C2 1600        | 3:46:04.0 | 0:00.0         | 10 |
| 02 (18) | Bernd Casier      | Frédéric Miclotte        | Renault Clio S1600     | 3:46:46.3 | 0:42.3         | 8  |
| 03 (19) | Kris Meeke        | Glenn Patterson          | Citroën C2 S1600       | 3:47:09.4 | 1:05.4 0:23.1  | 6  |

Insgesamt wurden 56 von 66 gemeldeten Fahrzeugen klassiert.

### Wertungsprüfungen
| Tag                               | WP                                        | Name          | Länge    | Start MEZ       | Fahrer          | Co-Pilot          | Auto              | Zeit    | Leader          |
| Tag 1 24. März                    |                                           |               |          |                 |                 |                   |                   |         |                 |
| --------------------------------- | ----------------------------------------- | ------------- | -------- | --------------- | --------------- | ----------------- | ----------------- | ------- | --------------- |
| Tag 1 24. März                    | WP1                                       | Querol 1      | 25,43 km | 08:05           | Marcus Grönholm | Timo Rautiainen   | Ford Focus RS WRC | 13:36.7 | Marcus Grönholm |
| Tag 1 24. März                    | WP2                                       | EL Montmell 1 | 24,14 km | 08:53           | Marcus Grönholm | Timo Rautiainen   | Ford Focus RS WRC | 12:35.6 | Marcus Grönholm |
| Tag 1 24. März                    | Service Port Aventura 10:43 Uhr (30 Min.) |               |          |                 |                 |                   |                   |         | Marcus Grönholm |
| Tag 1 24. März                    | WP3                                       | Querol 2      | 25,43 km | 12:33           | Marcus Grönholm | Timo Rautiainen   | Ford Focus RS WRC | 13:44.4 | Marcus Grönholm |
| Tag 1 24. März                    | WP4                                       | El Montmell 2 | 24,14 km | 13:21           | Sébastien Loeb  | Daniel Elena      | Citroën Xsara WRC | 12:31.8 | Marcus Grönholm |
| Tag 1 24. März                    | Port Aventura 15:06 Uhr (30 Min.)         |               |          |                 |                 |                   |                   |         | Marcus Grönholm |
| Tag 1 24. März                    | WP5                                       | Colldejou     | 26,51 km | 16:31           | Sébastien Loeb  | Daniel Elena      | Citroën Xsara WRC | 15:42.1 | Sébastien Loeb  |
| Tag 1 24. März                    | WP6                                       | Riudecaynes   | 11,60 km | 17:24           | Sébastien Loeb  | Daniel Elena      | Citroën Xsara WRC | 07:45.3 | Sébastien Loeb  |
| Tag 1 24. März                    | Port Aventura 18:19 Uhr (45 Min.)         |               |          |                 |                 |                   |                   |         | Sébastien Loeb  |
| Tag 2 25. März                    |                                           |               |          |                 |                 |                   |                   |         | Sébastien Loeb  |
| Port Aventura 07:00 Uhr (10 Min.) |                                           |               |          |                 |                 |                   |                   |         | Sébastien Loeb  |
| WP7                               | Duesaigües 1                              | 11,50 km      | 07:50    | Marcus Grönholm | Timo Rautiainen | Ford Focus RS WRC | 06:04.8           |         | Sébastien Loeb  |
| WP8                               | Vilaplana 1                               | 28,33 km      | 08:36    | Marcus Grönholm | Timo Rautiainen | Ford Focus RS WRC | 16:36.4           |         | Sébastien Loeb  |
| WP9                               | Margalef – La Palma d’Ebre 1              | 15,85 km      | 09:59    | Sébastien Loeb  | Daniel Elena    | Citroën Xsara WRC | 09:35.2           |         | Sébastien Loeb  |
| Port Aventura 11:59 Uhr (30 Min.) |                                           |               |          |                 |                 |                   |                   |         | Sébastien Loeb  |
| WP10                              | Duesaigües 2                              | 11,50 km      | 13:09    | Dani Sordo      | Marc Martí      | Citroën Xsara WRC | 08:04.7           |         | Sébastien Loeb  |
| WP11                              | Vilaplana 2                               | 28,33 km      | 13:55    | Marcus Grönholm | Timo Rautiainen | Ford Focus RS WRC | 16:44.7           |         | Sébastien Loeb  |
| WP12                              | Margalef – La Palma d’Ebre 2              | 15,85 km      | 15:18    | Sébastien Loeb  | Daniel Elena    | Citroën Xsara WRC | 09:33.2           |         | Sébastien Loeb  |
| Port Aventura 17:18 Uhr (45 Min.) |                                           |               |          |                 |                 |                   |                   |         | Sébastien Loeb  |
| Tag 3 26. März                    |                                           |               |          |                 |                 |                   |                   |         | Sébastien Loeb  |
| Port Aventura 06:40 Uhr (10 Min.) |                                           |               |          |                 |                 |                   |                   |         | Sébastien Loeb  |
| WP13                              | El Lloar – La Figuera 1                   | 22,43 km      | 07:53    | Marcus Grönholm | Timo Rautiainen | Ford Focus RS WRC | 12:41.5           |         | Sébastien Loeb  |
| WP14                              | Pratdip 1                                 | 26,48 km      | 09:05    | Marcus Grönholm | Timo Rautiainen | Ford Focus RS WRC | 15:36.5           |         | Sébastien Loeb  |
| Port Aventura 10:23 Uhr (30 Min.) |                                           |               |          |                 |                 |                   |                   |         | Sébastien Loeb  |
| WP15                              | El Lloar – La Figuera 2                   | 22,43 km      | 11:56    | Marcus Grönholm | Timo Rautiainen | Ford Focus RS WRC | 12:41.5           |         | Sébastien Loeb  |
| WP16                              | Pratdip 2                                 | 26,48 km      | 13:08    | Marcus Grönholm | Timo Rautiainen | Ford Focus RS WRC | 15:40.6           |         | Sébastien Loeb  |
| Port Aventura 14:26 Uhr (20 Min.) |                                           |               |          |                 |                 |                   |                   |         | Sébastien Loeb  |

### Gewinner Wertungsprüfungen
| WP                   | Anzahl | Fahrer          | Auto              |
| -------------------- | ------ | --------------- | ----------------- |
| 1–3, 7, 8, 11, 13–16 | 10     | Marcus Grönholm | Ford Focus RS WRC |
| 4–6, 9, 10, 12       | 5      | Sébastien Loeb  | Citroën Xsara WRC |
| 10                   | 1      | Dani Sordo      | Citroën Xsara WRC |

### Fahrer-WM nach der Rallye
| Pos. | Fahrer          | Punkte |
| ---- | --------------- | ------ |
| 1    | Sébastien Loeb  | 36     |
| 2    | Marcus Grönholm | 27     |
| 3    | Dani Sordo      | 14     |
| 4    | Manfred Stohl   | 11     |
| 5    | Petter Solberg  | 10     |

### Team-Weltmeisterschaft
| Pos. | Team               | Punkte |
| ---- | ------------------ | ------ |
| 1    | Kronos Citroën WRT | 44     |
| 2    | Ford WRT           | 42     |
| 3    | Subaru WRT         | 31     |
| 4    | Peugeot Norway     | 21     |